# Noriko Sasaki
Noriko Sasaki (jap. 佐々木 倫子, Sasaki Noriko; * 7. Oktober 1961 in Asahikawa, Hokkaidō, Japan) ist eine japanische Manga-Zeichnerin.

## Biografie
Ihr erstes Werk als professionelle Comiczeichnerin veröffentlichte Sasaki 1980 mit der Kurzgeschichte Apron Complex in einer Sommer-Sonderausgabe des Manga-Magazins Hana to Yume. Es folgten weitere Kurzgeschichten und kurze Manga-Serien für den Hakusensha-Verlag, die auch in Büchern herausgegeben wurden.
Ein großer Erfolg gelang der Zeichnerin mit der aus etwa 2100 Seiten bestehenden Manga-Serie Dōbutsu no Oisha-san (übersetzt „Der Tierarzt“), die von 1988 bis 1993 in 119 Einzelkapiteln in Hana to Yume und anschließend in zwölf Büchern veröffentlicht wurde. Diese Bücher verkauften sich in Japan über zwanzig Millionen Mal, womit der Comic, der auch als Realfernsehserie umgesetzt wurde, einer der erfolgreichsten Mangas für Mädchen (Shōjo) in den 1980er Jahren war. In Dōbutsu no Oisha-san geht es um den Alltag von Studenten an einer Universität für Veterinärmedizin.
Nach der Beendigung von Dōbutsu no Oisha-san wechselte Sasaki zum Shōgakukan-Verlag und arbeitete für diesen anschließend an Arbeit für eine männliche, erwachsene Leserschaft (Seinen). In Otanku Nurse, das sie von 1995 bis 1998 für das Big Comic Spirits-Magazin schuf, beschreibt sie eine tollpatschige Krankenschwester. Die Manga-Serie Heaven? handelt vom Besitzer eines französischen Restaurants, das auf einem Friedhof platziert ist. Für das alternative Magazin Ikki zeichnete Sasaki von 2005 bis 2006 Tsukidate no Satsujin nach einer Geschichte von Yukito Ayatsuji.

## Werke (Auswahl)
- Apron Complex (エプロン・コンプレックス, Epuron Kompurekksu), 1980
- Peppermint Spy (ペパミント・スパイ, Pepaminto Supai), 1985–1987
- Dōbutsu no Oisha-san (動物のお医者さん), 1988–1993
- Otanko Nurse (おたんこナース, Otanko Nāsu), 1995–1998
- Heaven?, 1999–2003
- Tsukidate no Satsujin (月館の殺人), 2005–2006